# Apocalyptica (album)
Apocalyptica è il quinto album del gruppo musicale omonimo, pubblicato nel 2005.

## Tracce
1. Life Burns! (feat. Lauri Ylönen) - 3:06
2. Quutamo - 3:34
3. Distraction - 3:28
4. Bittersweet (feat. Lauri Ylönen e Ville Valo) - 4:26
5. Misconstruction - 3:59
6. Fisheye - 4:09
7. Farewell - 5:33
8. Fatal Error - 2:59
9. Betrayal/Forgiveness - 5:13
10. Ruska - 4:39
11. Deathzone - 8:05 - contiene la traccia fantasma En vie (feat. Manu)

## Formazione
- Eicca Toppinen - violoncello
- Paavo Lötjönen - violoncello
- Perttu Kivilaakso - violoncello
- Mikko Sirén - batteria